# Ма Ваньци
Ма Ваньци́ (кит. трад. 馬萬祺, пиньинь Mǎ Wànqí, 21 октября 1919 — 26 мая 2014) — бизнесмен и политик Макао, депутат ВСНП 6-7 созывов, член Постоянного комитета НПКСК 6 созыва.

## Биография
Родился в уезде Наньхай провинции Гуандун — в той части уезда, которая через несколько лет была объединена с частью уезда Паньюй в город Гуанчжоу. По национальности хань.
В 1938 году начал бизнес в Гонконге, затем в 1941 году переехал в Макао и занялся бизнесом там.
В 1948—1950 годах член Совета и вице-президент, в 1950—2010 годах — президент Торговой палаты Макао и Китая. Также возглавлял несколько спортивных обществ Макао.
Расширив свой бизнес на материковый Китай, способствовал развитию экономико-торгового сотрудничества между ним и Макао, в 1980-х и 1990-х основал несколько предприятий в провинциях Гуандун и Сычуань, а также во Внутренней Монголии.
Являлся членом Законодательного совета Макао. В 1988 году заместитель председателя редакционного комитета Основного закона САР Макао.
Член НПКСК 5 созыва, член Постоянного комитета НПКСК 6 созыва, в 1993—2013 годах заместитель председателя ВК НПКСК 8—11 созывов.
Почётный доктор делового администрирования Университета Макао (ныне Восточноазиатский университет Макао).
Кавалер нидерландского Orde van de Lotus (САР Макао, 2001).